# 노랑나무쌀쥐
노랑나무쌀쥐(Oecomys flavicans)는 비단털쥐과 나무쌀쥐속에 속하는 설치류이다. 베네수엘라 북서부와 콜롬비아 인근 지역 산악 지대에서 발견된다.